# Rito armênio

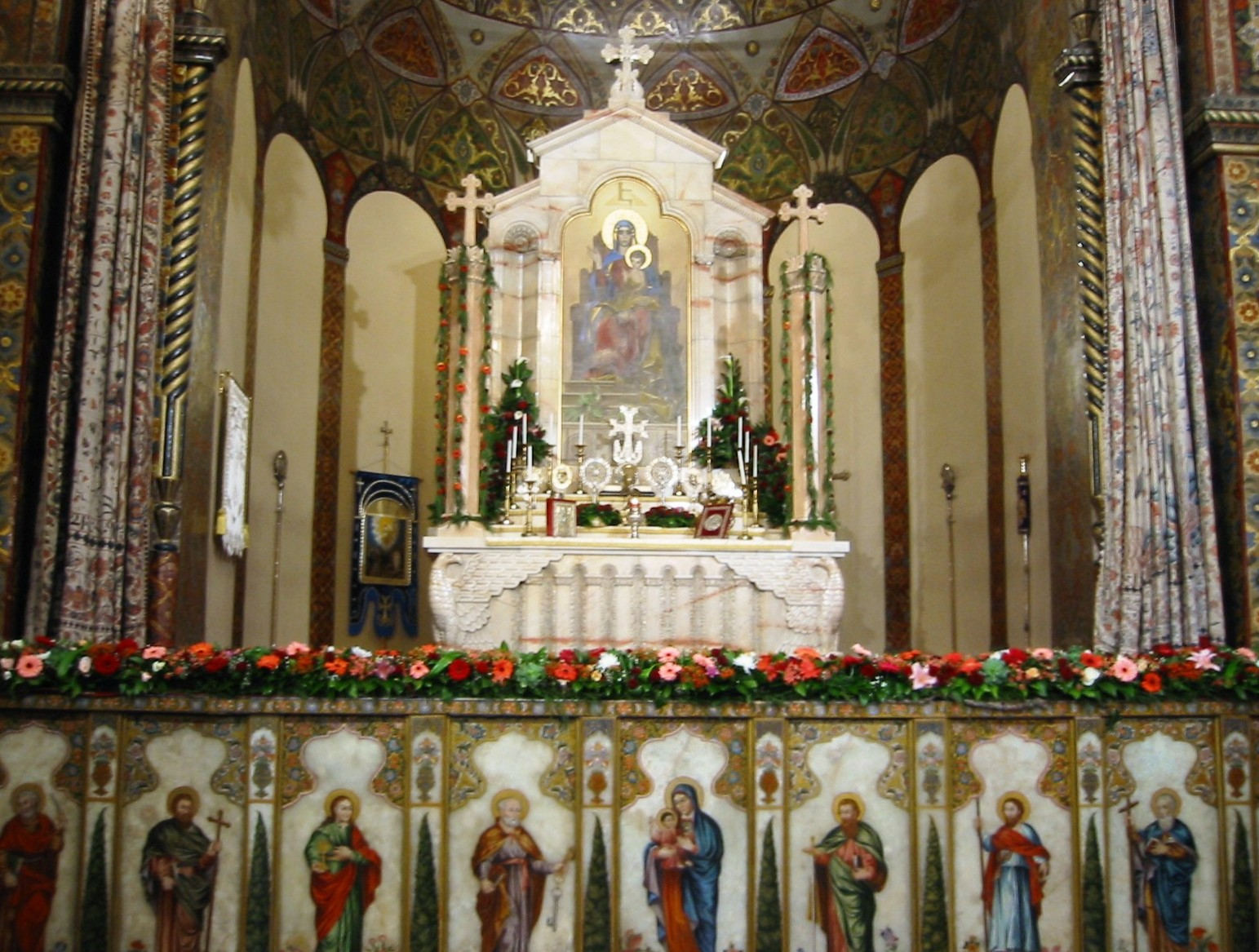
Um altar armênio, com cortinas

O rito armênio é um rito litúrgico oriental independente, utilizado tanto pela Igreja Apostólica Armênia como pela Igreja Católica Armênia, também sendo o rito de um número significativo de cristãos orientais na Geórgia.
A liturgia foi modelada após as diretrizes de São Gregório, o Iluminador, fundador e padroeiro da Igreja Armênia. Ao contrário do Rito bizantino, as igrejas de rito armênio são geralmente desprovidas de ícones e têm uma cortina escondendo o sacerdote e o altar das pessoas durante partes da liturgia, uma influência desde os tempos apostólicos. O uso da mitra e do pão ázimo pelo bispo remete à influência dos missionários ocidentais.

## Celebração da Eucaristia
A ordem da celebração armênia da Eucaristia e da Missa foi inicialmente influenciada pelos siríacos e pelos cristãos da Capadócia. A partir do século V, pela Liturgia de São Tiago, e então pelos bizantinos (após o século X) e, finalmente, pelos latinos nas Cruzadas. Os armênios são a única Igreja oriental que utilizam o vinho sem adição de água. Os armênios usam pão sem fermento para a Eucaristia.